# Cicogna (araldica)
In araldica la cicogna simboleggia la pietà filiale, come ritenuto dai Romani e dai Greci, che la consacrarono a Giunone. I Romani chiamarono lex ciconiaria, dal suo nome, la legge che imponeva ai figli l'obbligo di assistere i vecchi genitori. Quando porta in bocca l'origano è simbolo di medicina, perché si credeva che tale pianta rendesse la salute. È anche intesa come simbolo di alta virtù perché nota come accanita distruttrice di serpi, che a loro volta rappresentano i vizi dell'umanità.
Nelle rappresentazioni araldiche è talora confusa con la gru, dalla quale si differenzia per la lunghezza del becco o, secondo altri, per non avere la zampa destra levata e per portare il collo alquanto indietro (ritirato). Abitualmente è rappresentata con il collo ritirato.

Tre cicogne d'argento con l'origano in bocca (stemma della Facoltà di medicina di Parigi)
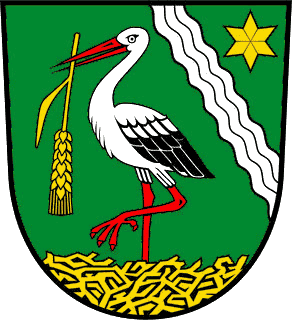
Cicogna con la zampa alzata (Gerstungen, Germania)
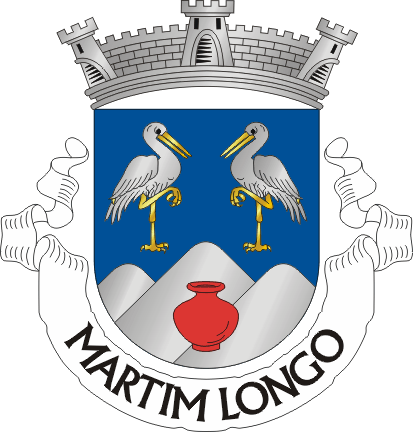
Cicogne con la zampa alzata (freguesia di Martim Longo, Alcoutim, Portogallo)
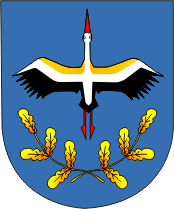
Cicogna col volo spiegato (Lel'čycy, Bielorussia)
Cicogna col volo spiegato (Stolin, Bielorussia)
Cicogna posata su un edificio (Löbnitz, Germania)
Due cicogne al naturale affrontate (Výčapy, Repubblica Ceca)
Lehmrade, Germania
Peterslahr, Germania
Koberg, Germania
Cicogna al naturale con la zampa alzata (Bergenhusen, Germania)
Cicogna tenente nel becco un serpe di verde (Savoillan, Francia)
Cerignola, Italia
Contea di Heves, Ungheria